# シャイ・ヒューズ
シャイ・ヒューズ（Chay Hews、1976年9月30日 - ）はオーストラリア・トゥーンバ出身の元プロサッカー選手。

## 経歴
1994年、オーストラリアン・ナショナルサッカーリーグのブリスベン・ストライカーズFCでキャリアをスタート。1999年2ndステージからベルマーレ平塚に加入し、シーズン終了までプレー。通算成績は12試合1得点。平塚退団後は再びブリスベン・ストライカーズに戻った。
2001年スウェーデンのIFシルヴィアに移籍。これ以降北欧のクラブを転々とする。2008年にヴェストラ・フレールンダIF退団し三度ブリスベン・ストライカーズに復帰。
2015シーズンからはブリスベン・プレミア・リーグ(3部相当)のロッチュデール・ローヴァーズFCでプレーした。

## 個人成績
| 国内大会個人成績 | 国内大会個人成績 | 国内大会個人成績 | 国内大会個人成績 | 国内大会個人成績 | 国内大会個人成績 | 国内大会個人成績 | 国内大会個人成績 | 国内大会個人成績 | 国内大会個人成績 | 国内大会個人成績 | 国内大会個人成績 |
| 年度             | クラブ           | 背番号           | リーグ           | リーグ戦         | リーグ戦         | リーグ杯         | リーグ杯         | オープン杯       | オープン杯       | 期間通算         | 期間通算         |
| 年度             | クラブ           | 背番号           | リーグ           | 出場             | 得点             | 出場             | 得点             | 出場             | 得点             | 出場             | 得点             |
| 日本             | 日本             | 日本             | 日本             | リーグ戦         | リーグ戦         | リーグ杯         | リーグ杯         | 天皇杯           | 天皇杯           | 期間通算         | 期間通算         |
| ---------------- | ---------------- | ---------------- | ---------------- | ---------------- | ---------------- | ---------------- | ---------------- | ---------------- | ---------------- | ---------------- | ---------------- |
| 1999             | 平塚             | 8                | J1               | 12               | 1                | 0                | 0                |                  |                  |                  |                  |
| 通算             | 日本             | 日本             | J1               | 12               | 1                | 0                | 0                |                  |                  |                  |                  |
| 総通算           | 総通算           | 総通算           | 総通算           | 12               | 1                | 0                | 0                |                  |                  |                  |                  |